# Silicon Image
Silicon Image – amerykański producent półprzewodników, którego układy scalone znalazły zastosowanie w nowoczesnych komputerach i urządzeniach elektronicznych. Firma powstała w 1995 roku. Jest zarejestrowana w NASDAQ jako SIMG. Siedziba firmy znajdowała się w Kalifornii w Sunnyvale. Została przejęta przez Lattice Semiconductor.
Wśród produktów firmy znajdują się urządzenia szybkiej transmisji danych dla DVI oraz HDMI. Firma zajmuje się także produkcją układów scalonych obsługujących dyski twarde. Kontrolery Silicon Image pracują w systemach : Novell NetWare, LINUX i Windows.

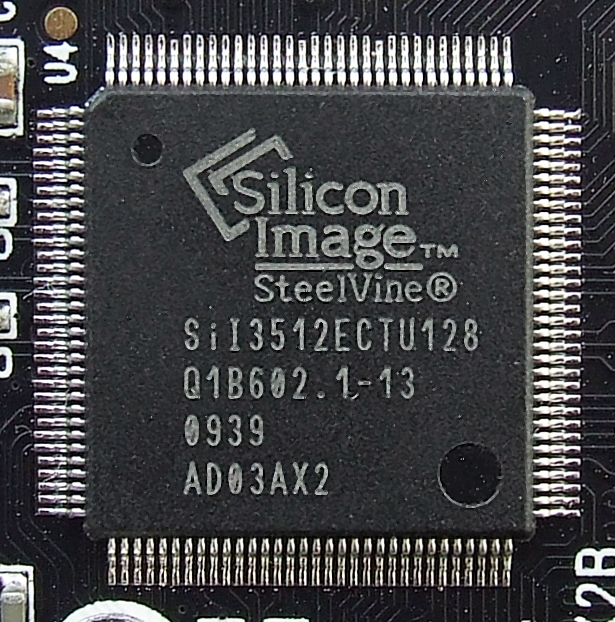
Układ SiI3512